# Élections sénatoriales de 2011 dans le Lot
Les élections sénatoriales dans le Lot ont lieu le dimanche 25 septembre 2011. Elles ont pour but d'élire les sénateurs représentant le département au Sénat pour un mandat de six années.

## Contexte départemental
Lors des élections sénatoriales du 23 septembre 2001 dans le Lot, deux sénateurs ont été élus, Gérard Miquel (PS) et André Boyer (PRG).
Depuis, tous les effectifs du collège électoral des grands électeurs ont été renouvelés, avec les élections législatives françaises de 2007, les élections régionales françaises de 2010, les élections cantonales de 2008 et 2011 et les élections municipales françaises de 2008.

## Sénateurs sortants
| Sénateur | Sénateur      | Parti | Fonctions lors de l'élection en 2001                         |
| -------- | ------------- | ----- | ------------------------------------------------------------ |
|          | Jean Milhau   | PRG   | Président du conseil général, conseiller municipal de Cazals |
|          | Gérard Miquel | PS    | Sénateur sortant, conseiller général, maire de Nuzéjouls     |

## Présentation des candidats et des suppléants
Les nouveaux représentants sont élus pour une législature de 6 ans au suffrage universel indirect par les 639 grands électeurs du département. Dans le Lot, les sénateurs sont élus au scrutin majoritaire à deux tours. Leur nombre reste inchangé, 2 sénateurs sont à élire. Ils sont 7 candidats dans le département, chacun avec un suppléant.
| T/S | Candidats | Candidats           | Parti | Principale fonction                            |
| --- | --------- | ------------------- | ----- | ---------------------------------------------- |
| T   |           | Serge Despeyroux    | PG    | Conseiller général                             |
| S   |           | Michelle Perrot     | PG    | Adjointe au maire de Souillac                  |
| T   |           | Marie Piqué         | PCF   | Adjointe au maire de Cahors                    |
| S   |           | Jean-Bernard Sahuc  | PCF   | Maire de Flaugnac                              |
| T   |           | Gérard Miquel       | PS    | Sénateur sortant, président du conseil général |
| S   |           |                     | PS    |                                                |
| T   |           | Jean-Claude Requier | PRG   | Conseiller général, maire de Martel            |
| S   |           | Guillaume Baldy     | PRG   | Conseiller municipal de Figeac                 |
| T   |           | Patrice Robert      | NC    |                                                |
| S   |           |                     | NC    |                                                |
| T   |           | Roland Hureaux      | DVD   |                                                |
| S   |           |                     | DVD   |                                                |
| T   |           | Monique Martignac   | UMP   | Conseillère régionale                          |
| S   |           |                     | UMP   |                                                |

## Résultats
| Candidats      | Candidats           | Parti          | Premier tour | Premier tour |  |
| Candidats      | Candidats           | Parti          | Voix         | %            |  |
| -------------- | ------------------- | -------------- | ------------ | ------------ |  |
|                | Gérard Miquel       | PS             | 423          | 68,23        |  |
|                | Jean-Claude Requier | PRG            | 399          | 64,35        |  |
|                | Serge Despeyroux    | PG             | 101          | 16,29        |  |
|                | Monique Martignac   | UMP            | 93           | 15,00        |  |
|                | Marie Piqué         | PCF            | 92           | 14,84        |  |
|                | Roland Hureaux      | DVD            | 44           | 7,10         |  |
|                | Patrice Robert      | NC             | 13           | 2,10         |  |
|                |                     |                |              |              |  |
| Inscrits       | Inscrits            | Inscrits       | 639          | 100,00       |  |
| Abstentions    | Abstentions         | Abstentions    | 6            | 0,94         |  |
| Votants        | Votants             | Votants        | 633          | 99,06        |  |
| Blancs et nuls | Blancs et nuls      | Blancs et nuls | 13           | 2,03         |  |
| Exprimés       | Exprimés            | Exprimés       | 620          | 97,03        |  |